# Borlești (okręg Satu Mare)
Borlești – wieś w Rumunii, w okręgu Satu Mare, w gminie Pomi. W 2011 roku liczyła 920 mieszkańców. 